# Millesimói csata
A millesimói csata 1796. április 13–14-én zajlott le a Napoléon Bonaparte tábornok vezette francia és a Giovanni di Provera tábornok vezette osztrák és szárd-piemonti erők között. A „kis káplár” ezzel a csatával szerzett hírnevet az észak-itáliai hadszíntér kisebb csata-sorozatában.

## Előzmények
1796. márciusának végén Bonaparte tábornokot nevezték ki a 36 000 fős francia itáliai hadsereg élére. Miután megtámadták  Genova közelében április 10-én a Johann Beaulieu vezette osztrák hadsereg balszárnyat, Bonaparte áttért balszárnyával és előrenyomult a Cadibona-hágón. Legyőzte a Guillaume Eugène-Argenteau vezette osztrák hadsereg elszigetelt balszárnyat a montenottei csatában április 12-én. A franciák ezután az ország belseje felé nyomultak előre, azzal a szándékkal, hogy elfoglalják Degót és szétválasszák az osztrák és a szárd–piemonti hadsereget.

## A csata

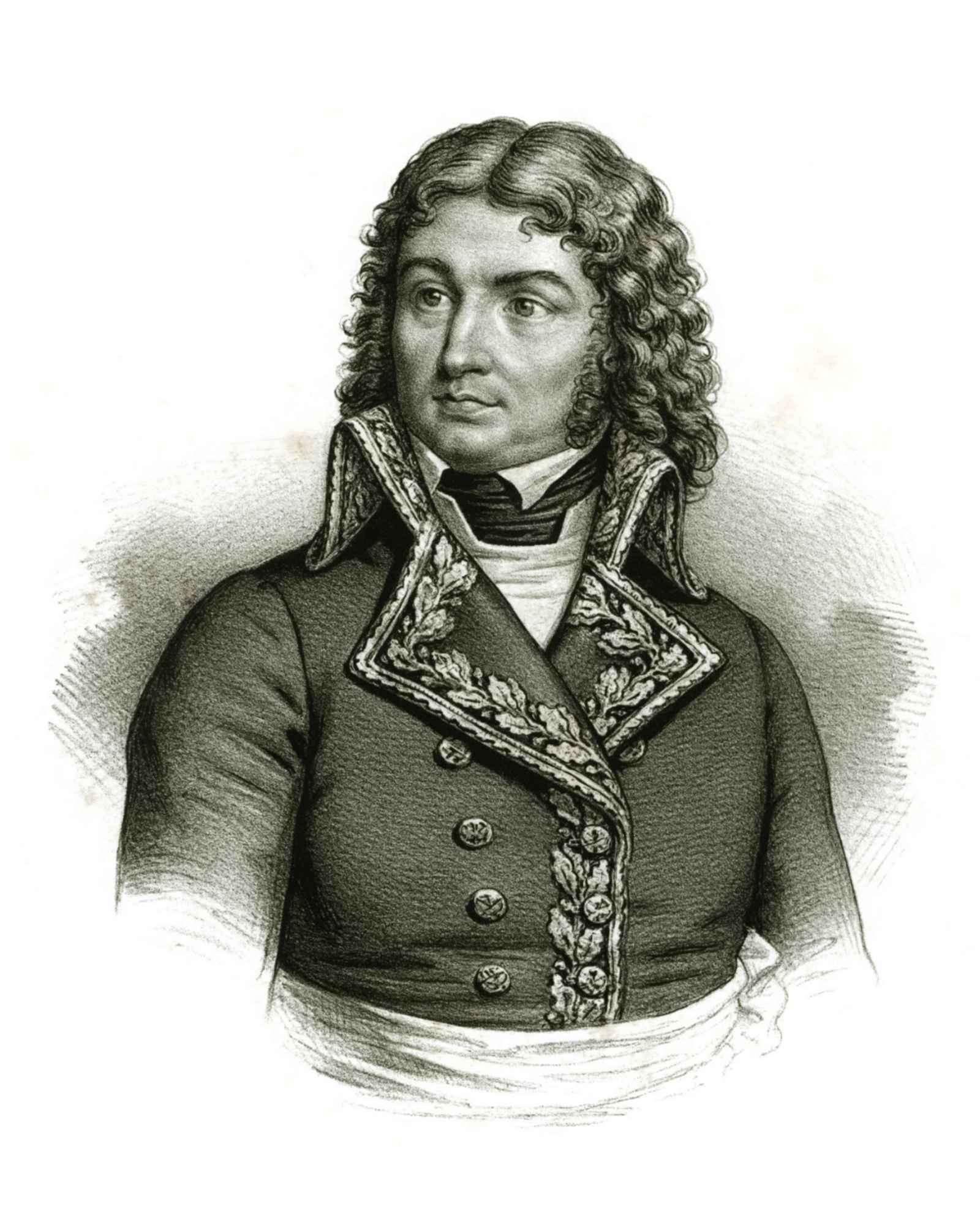
Barthélemy Catherine Joubert

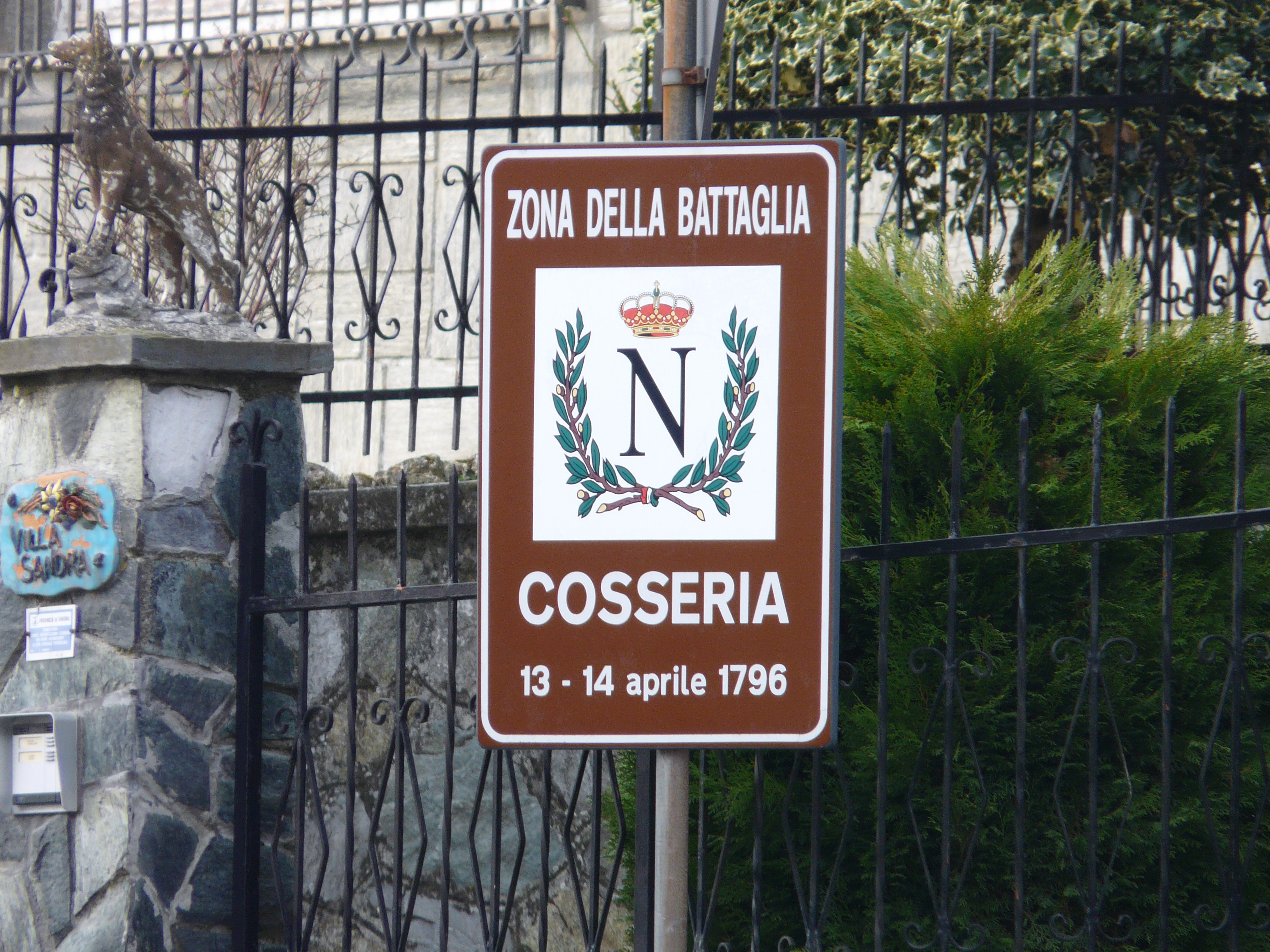
A csata emléktáblája Cosseriánál

Miután Montenotténél győzelmet aratott, Bonaparte nyugaton lendült támadásba, áttéve a fő hangsúlyt Michelangelo Alessandro Colli-Marchini altábornagy 21 000 fős szárd hadserege ellen. Annak érdekében, hogy Beaulieu osztrák hadserege se zavarja a hadműveletet, André Masséna hadosztályát Dego elfoglalására küldte északra. Április 13-án Charles Pierre Augereau hadosztálya Millesimo közelében megtámadta és legyőzte di Provera tábornok 4000 főnyi seregét.
A visszavonulás fedezésére Provera elfoglalta a Cosseria várát a szárd 3. gránátos zászlóaljjal, hét és fél századdal a Gyulay-féle osztrák 32. gyalogezred, valamint az osztrák Strassoldo gránátos zászlóaljjal. Bonaparte elrendelte, hogy a hegytetőn lévő várat el kell foglalni. Augereau és Jean-Baptiste Meynier divíziója ismétlődő támadásokkal próbálkozott, de a szövetséges helyőrség makacsul ellenállt. Quesnel adjutáns és Pierre Banel ezredes a harcban életét vesztette.  A nap utolsó támadása után írta Barthélemy Catherine Joubert ezredes:
„Semmi nem lehet borzalmasabb, mint ahogy elképzeltem ezt a támadást. Egy lőrésen átbújva megsebesültem, egy vadász tartott a levegőben, amíg az egyik kezemmel megragadtam a fal tetejét. A köveket a kardommal vagdaltam, az egész testem célpont volt a tíz lépésre beásott sáncokból.”
Aznap este Augereau bekerítette a várat, míg Bonaparte összevonta erőit. Kora reggel Augereau tábornokot a vár elfoglalására szólították fel, mire Provera megadta magát. Erre az időre az osztrák tábornok emberei kifogytak az élelmiszerből, lőszerből és a vízből.
Abban a jelentésben, amit Bonaparte a francia kormánynak írt, szándékosan félrevezetően a milessimói csata szerepel, mert a francia tábornok nem akarta, hogy rájöjjenek arra a hibájára, amit Cosseria ostrománál elkövetett. Ezt később elismerte a Később a piemonti Costa ezredesnek elismerte, hogy ezt  a hibát saját türelmetlensége okozta.

## Következmények
A franciák vesztesége 700 embert tett ki, ami az április 13-i eredménytelen támadás következménye volt. Di Provera vesztesége 988 hadifogoly és csak 96 halott és sebesült. A korábbi harc vesztesége nem ismert. A vár  átadása lehetővé tette a francia támadás folytatását. Április 14-én Masséna győzött a második degói csatában. Röviddel azután Bonaparte seregével nyugatra indult a Colli vezette osztrák–szárd erők ellen.

## Fordítás
- Ez a szócikk részben vagy egészben  a   Battle of Millesimo című angol Wikipédia-szócikk fordításán alapul.  Az eredeti cikk szerkesztőit annak laptörténete sorolja fel. Ez a jelzés csupán a megfogalmazás eredetét és a szerzői jogokat jelzi, nem szolgál a cikkben szereplő információk forrásmegjelöléseként.